# تورنکات گرین
تورنکات گرین (به انگلیسی: Thorncote Green) یک روستا در بریتانیا است که در بدفوردشر مرکزی واقع شده‌است.